# 369

369(삼백육십구)는 368보다 크고 370보다 작은 자연수다.

## 수학
- 합성수로, 그 약수는 1, 3, 9, 41, 123, 369다. 진약수의 합은 177이므로, 369는 부족수다.
- 9번째 십이각수다. 앞의 십이각수는 288, 다음은 460이다.
- {\displaystyle 369=12^{2}+15^{2}}
  - 연속하는 두 개의 {\displaystyle 3n}({\displaystyle n}은 자연수)의 제곱합으로 나타낼 수 있으며, 이 성질을 지닌 앞의 수는 225, 다음 수는 549다.
- {\displaystyle 73^{4}-1}은 369로 나누어떨어진다.

## 과학
- NGC 369(영어판): 고래자리 방향에 있는 나선 은하.

## 교통
- 고속도로 및 국도
  - 아우토반 369호선(영어판, 독일어판): 독일의 고속도로.
  - 일본 369번 국도(일본어판): 나라현 나라시에서 미에현 마쓰사카시까지 이어지는 일본의 국도.
- 기타 도로
  - 현도 제369호선

## 군사
- U-369(영어판, 독일어판): 제2차 세계 대전에 사용된 나치 독일의 군용 잠수함.

## 문화유산
- 대한민국의 보물 제369호: 울주 석남사 승탑
- 대한민국의 사적 제369호: 강화 석릉

## 기타
- 연도: 369년, 기원전 369년
- 삼육구 놀이.